# A francia forradalom (film, 1989)
A francia forradalom, eredeti francia nyelvű címén La Révolution française egy nemzetközi (francia–brit–olasz–német–kanadai) koprodukcióban készült kétrészes történelmi játékfilm, melyet 1989-ben, francia forradalom kitörésének 200-ik évfordulóján mutattak be. Angol és francia nyelvi változatokban készítették el. 
A magyarra szinkronizált változat 1994-ben készült el, 1994-ben az MTV-2, 1995-ben a Duna TV mutatta be. A kétrészes mozifilm mellett elkészült még egy hosszabb időtartamú változat is, televíziós sorozat céljára.
Az első rész címe Les années lumière (A fényes évek), rendezője Robert Enrico. Cselekménye 1789 tavaszán, a forradalom kitörését közvetlenül megelőző időben kezdődik, és 1792. augusztus 10-ig, a Tuileriák elleni ostrommal végződik, amelynek során XVI. Lajos királyt és családját a párizsi Nemzetgyűlésbe menekítették.
A második rész címe Les années terribles (A rettenetes évek), rendezője Richard T. Heffron. Cselekménye az 1792. augusztus 10-ét követő politikai harcokat és tisztogatásokat mutatja be, a „Nagy Terror” éveit, 1794. július 28-ig, Robespierre és társai kivégzéséig.
A film mintegy 300 millió francia frank (kb. 45,7 millió euró) költségvetésből készült, a bicenterárium alkalmából. Bevétele azonban elmaradt az elvárttól.

## Tartalom
A két rész időrendi sorrendben mutatja be a francia forradalom 1789–1794 közötti szakaszának csaknem minden fontos eseményét. Az alkotók megkísérelték, hogy a forradalmi események folyamatáról és az őket mozgató politikai összefüggésekről teljes képet adjanak, szemben a korábban forgatott, hasonló témájú, romantikus szemléletű történelmi játékfilmekkel. Valamennyi szereplője valós történelmi személy, fiktív karakterek nincsenek. Az így elkészült művet az alkotók objektív pedagógiai célokra is szánták, annak ellenére, hogy Georges Danton és követőinek tevékenysége mindvégig kiemelt hangsúlyt kap, az alkotók egyértelműen a dantonista vonallal azonosulnak. Egyes fontos eseményeket, így pl. a vendée-i háborút alig említik. (Egyetlen alkalommal Desmoulins „egy egész nép lemészárlását” kéri számon Robespierre-től). A film 1794-ig, Robespierre és Saint-Just kivégzéséig tárgyalja az eseményeket, az ezt követő korszakról nem szól. (A francia forradalom időszaka 1799-ben, a Napoléon Bonaparte tábornok által végrehajtott sikeres államcsínnyel zárult le).

### Az 1. rész(Les années lumière)tartalma
- 1789. január: a rendi gyűlés összehívása, küldötteinek választása,
- 1789. május–június: a rendi gyűlés ülései Versailles-ban,
- 1789. június 20.: a labdaházi eskü, és az alkotmányozó nemzetgyűlés megalakítása,
- 1789. július 14.: a Bastille bevétele,
- 1789. július 25.: a párizsi forradalmi önkormányzat (Commune de Paris) megalakulása,
- 1789. augusztus 4.: az alkotmányozó nemzetgyűlés éjszakai ülése, a feudális kiváltságok eltörlése,
- 1789. augusztus 26.: az Emberi és polgári jogok nyilatkozatának elfogadása,
- 1789. október 5–6.: az „asszonyok menete”, a királyi család kilakoltatása Versailles-ból a párizsi Tuileriákba,
- 1790. július 14.: a Föderáció ünnepe (fête de la Fédération),
- 1791. június 20–22.: XVI. Lajos és családjának szökése a Tuileriákból, és letartóztatása Varennes-ben,
- 1791. július 17.: a Mars-mezei sortűz,
- 1791. augusztus – október: a törvényhozó nemzetgyűlés (assemblée nationale législative) választása és megalakulása,
- 1792. április: Brissot és Robespierre vitája a háború szükségességéről. Francia hadüzenet a Habsburg Birodalomnak (április 20.),
- 1792. június 20.: a girondisták által mozgósított párizsi csőcselék elfoglalja a Tuileriákat, hogy XVI. Lajost rákényszerítse a vétójogáról való lemondásra,
- 1792. július 25.: Brunswick herceg royalista manifesztuma,
- 1792. augusztus 9–10.: a párizsi Népfelkelő Községtanács, a Kommün (Commune insurrectionnelle) megalakulása,
- 1792. augusztus 10.: a Tuileriák ostroma és elfoglalása. A királyi család a Nemzetgyűlésben keres menedéket.

### A 2. rész(Les années terribles)tartalma
- 1792. augusztus 13.: XVI. Lajost és családját a párizsi Temple börtönébe zárják,
- 1792. augusztus: A forradalmi hadsereg harctéri vereségei az osztrákoktól Németalföldön,
- 1792. augusztus 19.: La Fayette tábornokot a Nemzetgyűlés „a nemzet árulójává” nyilvánítja, a tábornok az osztrákokhoz menekül,
- 1792. szeptember: tömeges kivégzések és mészárlások a börtönökben, kolostorokban, a „Nagy Terror” (La Grande Terreur) rendszere működni kezd,
- 1792. szeptember 20.: a valmy-i győzelem,
- 1792. szeptember 21–22.: a királyság eltörlése, az (első) Francia Köztársaság kikiáltása, a Nemzeti Konvent megalapítása,
- 1792. december: XVI. Lajos király pere,
- 1793. január 21.: XVI. Lajos kivégzése,
- 1793. március – május: a Forradalmi Törvényszék és a Közjóléti Bizottság megalakítása,
- 1793. május: a hegypártiak és a girondisták konfrontációja,
- 1793. június 2.: a girondista képviselők kizárása és letartóztatása, jakobinus diktatúra, a „Nagy Terror” rendszere,
- 1793. július 13.: Jean-Paul Marat meggyilkolása,
- 1793. október 14–16.: Marie-Antoinette királyné pere és kivégzése,
- 1794. március.: Jacques-René Hébert és követőinek letartóztatása, kivégzése,
- 1794. április 2–5.: Georges Danton és társainak pere és kivégzése,
- 1794. június 8.: A Legfőbb Lény (L’Être suprême) ünnepe,
- 1794. július 26–28 (thermidor 8–10.): Robespierre és társainak megbuktatása és kivégzése.

## Szereposztás
| Szerep | Színész                                            | Magyar hangja (1. szinkron) |
| --- | -------------------------------------------------- | --------------------------- |
| Georges Danton ügyvéd, politikus († 1794)                                                                 | Klaus Maria Brandauer francia hangja Bernard Murat | Kulka János                 |
| Camille Desmoulins ügyvéd, újságíró († 1794)                                                              | François Cluzet                                    | Mihályi Győző               |
| XVI. Lajos király († 1793)                                                                                | Jean-François Balmer                               | Kerekes József              |
| Marie Antoinette királyné († 1793)                                                                        | Jane Seymour francia hangja Béatrice Delfe         | Igó Éva                     |
| Maximilien de Robespierre ügyvéd, politikus († 1794)                                                      | Andrzej Seweryn                                    | Hirtling István             |
| Gabrielle Danton, szül. Charpentier, Danton első felesége († 1793)                                        | Marianne Basler                                    | Peremartoni Krisztina       |
| Louise Sébastienne Danton, szül. Gély, Danton második felesége († 1856)                                   | Muriel Brenner                                     | ?                           |
| Lucile Desmoulins, szül. Laridon Duplessis, Camille Desmoulins felesége († 1794)                          | Marie Bunel                                        | Szalay Kriszta              |
| Mirabeau gróf († 1791)                                                                                    | Peter Ustinov francia hangja Roger Carel           | ?                           |
| Mirabeau gróf szeretője                                                                                   | Diane Delor                                        | ?                           |
| La Fayette tábornok                                                                                       | Sam Neill francia hangja Pierre Arditi             | Nemcsák Károly              |
| Gabrielle de Polignac hercegné († 1793)                                                                   | Claudia Cardinale                                  | Tímár Éva                   |
| Jean-Paul Marat forradalmár († 1793)                                                                      | Vittorio Mezzogiorno francia hangja Michel Vigné   | Rosta Sándor                |
| Simone Évrard, Marat élettársnője                                                                         | Louise Boisvert                                    | ?                           |
| Charlotte Corday, Marat gyilkosa († 1793)                                                                 | Philippine Leroy-Beaulieu                          | ?                           |
| Louis Legendre forradalmár                                                                                | Jean-François Stévenin                             | Galkó Balázs                |
| Antoine Joseph Santerre tábornok                                                                          | Marc de Jonge                                      | ?                           |
| Jean Sylvain Bailly, Párizs első polgármestere († 1793)                                                   | Michel Duchaussoy                                  | Kun Vilmos                  |
| Jérôme Pétion de Villeneuve, Párizs második polgármestere                                                 | Daniel Briquet                                     | ?                           |
| Charles-Henri Sanson, párizsi hóhér                                                                       | Christopher Lee                                    | Pándy Lajos                 |
| Bernard-René Jourdan de Launay márki, a Bastille utolsó kormányzója († 1789)                              | Henri Serre                                        | ?                           |
| Jacques Billaud-Varenne forradalmár, politikus                                                            | Serge Dupire                                       | ?                           |
| Maurice Duplay, Robespierre szállásadója                                                                  | Jean Bouise                                        | Kun Vilmos                  |
| Éléonore Duplay, Maurice Duplay leánya                                                                    | Fabienne Tricottet                                 | ?                           |
| Savoyai Mária Lujza lamballe-i hercegné († 1792)                                                          | Gabrielle Lazure                                   | ?                           |
| Jean-Baptiste Drouet postamester, aki Varennes-ben feladta a menekülő királyi családot                    | Dominique Pinon                                    | ?                           |
| Louis Antoine de Saint-Just jakobinus képviselő († 1794)                                                  | Christopher Thompson                               | Weil Róbert                 |
| Jacques Necker közgazdász, pénzügyminiszter                                                               | Raymond Gérôme                                     | Izsóf Vilmos                |
| François Hanriot tábornok, a párizsi nemzetőrség parancsnoka († 1794)                                     | Jean-Pierre Laurent                                | ?                           |
| François de La Rochefoucauld-Liancourt herceg Ő értesítette XVI. Lajost a Bastille elfoglalásáról.        | Yves-Marie Maurin                                  | ?                           |
| Johann Wolfgang von Goethe német költő                                                                    | Hanns Zischler                                     | ?                           |
| Jean-Sifrein Maury abbé, bíboros                                                                          | Michel Galabru                                     | ?                           |
| VI. Piusz pápa követe                                                                                     | Massimo Girotti                                    | ?                           |
| Bertrand Barère képviselő, a királyt elítélő eljárás kezdeményezője                                       | François-Éric Gendron                              | ?                           |
| Jacques Hébert jakobinus képviselő († 1794)                                                               | Georges Corraface                                  | Boros Zoltán                |
| Françoise Hébert, szül. Goupil, Hébert felesége († 1794)                                                  | Nathalie Fillion                                   | ?                           |
| Jacques Pierre Brissot girondista képviselő                                                               | Jean-Pierre Stewart                                | Csankó Zoltán, Beregi Péter |
| Jean-Baptiste Cléry, XVI. Lajos utolsó komornyikja                                                        | Geoffrey Bateman                                   | ?                           |
| Jacques Alexis Thuriot forradalmár, bíró                                                                  | Michel Melki                                       | ?                           |
| Emmanuel Joseph Sieyès abbé, politikus                                                                    | Jean Bouchaud                                      | ?                           |
| Hans Axel von Fersen (fr: Axel de Fersen) svéd gróf, diplomata, Marie Antoinette kegyence                 | Jean-Yves Berteloot                                | ?                           |
| Erzsébet Filippina királyi hercegnő, XVI. Lajos húga (Madame Elisabeth) († 1794)                          | Anne Létourneau                                    | ?                           |
| Károly királyi herceg, Artois grófja XVI. Lajos öccse (a későbbi X. Károly király)                        | André Penvern                                      | Csankó Zoltán               |
| Louise-Élisabeth de Croÿ de Tourzel, XVI. Lajos gyermekeinek utolsó gondozója                             | Louise Latraverse                                  | ?                           |
| Lajos József herceg, az első trónörökös (dauphin) XVI. Lajos legidősebb fia († 1789)                      | Benji Marcus                                       | ?                           |
| Lajos József dauphin preceptora (nevelője)                                                                | Michel Motu                                        | ?                           |
| Mária Terézia királyi hercegnő, XVI. Lajos leánya, Madame Royale                                          | Katherine Flynn Jane Seymour leánya                | ?                           |
| Lajos Károly trónörökös herceg (dauphin) XVI. Lajos fia                                                   | Sean Flynn Jane Seymour fia                        | ?                           |
| Joseph Ignace Guillotin, a guillotine feltalálója                                                         | Jacques Ciron                                      | ?                           |
| Antoine Simon, Lajos dauphin börtönőre a Temple-ben                                                       | Alain Frérot                                       | ?                           |
| Henri-Évrard de Dreux-Brézé márki, XVI. Lajos utolsó főceremóniamestere                                   | Sebastian Roché                                    | ?                           |
| Louison Chabry, az „asszonyok menetének” küldötte                                                         | Marion Grimault                                    | ?                           |
| Collot d’Herbois jakobinus képviselő                                                                      | Steve Kalfa                                        | Bor Zoltán                  |
| Georges Couthon jakobinus képviselő († 1794)                                                              | Bruce Myers francia hangja Marc de Georgi          | Csuja Imre                  |
| Braunschweigi Károly herceg („Brunswick hercege”)                                                         | Hans Meyer                                         | ?                           |
| Pierre Victurnien Vergniaud népszónok, a Konvent elnöke                                                   | Steve Gadler                                       | Bor Zoltán                  |
| Pierre-Louis Roederer képviselő, főügyész, a királyi családot a Tuileriákból a Konventbe menekítette.     | Jerry Di Giacomo                                   | ?                           |
| Robert Lindet hegypárti képviselő, rapportőr                                                              | Daniel Lombart                                     | László Zsolt                |
| Henry Essex Edgeworth (Henri Edgeworth de Firmont) abbé, ír katolikus pap, XVI. Lajos utolsó gyóntatója   | Richard De Burnchurch                              | ?                           |
| Marie-Jean Hérault de Séchelles képviselő, a Konvent elnöke († 1794)                                      | Jean-Philippe Chatrier                             | ?                           |
| Martial Herman, a forradalmi törvényszék elnöke                                                           | Ronald Guttman                                     | Barbinek Péter              |
| Antoine Fouquier-Tinville, a forradalmi törvényszék közvádlója († 1795)                                   | Yves Beneyton                                      | ?                           |
| Rosalie Lamorlière, Marie Antoinette utolsó komornája                                                     | Véronique Leblanc                                  | ?                           |
| Marc Guillaume Alexis Vadier, a „Főinkvizítor”, a Közbiztonsági Bizottság elnöke                          | Michel Subor                                       | ?                           |
| Claude-Antoine-Gabriel de Choiseul herceg, a király segítője szökésében                                   | Jean Boissery                                      | ?                           |
| Tanár a párizsi Nagy Lajos Líceumban (Lycée Louis-le-Grand)                                               | Jean-Claude Bourlat (előjáték)                     | ?                           |
| A gyermek Robespierre, a Nagy Lajos Gimnázium növendéke                                                   | Steve Carretero (előjáték)                         | ?                           |
| A gyermek Desmoulins, a Nagy Lajos Gimnázium növendéke                                                    | Philip-James Valentini (előjáték)                  | ?                           |
| Louis Marc Antoine de Noailles márki, La Fayette sógora                                                   | Georges Fricker                                    | ?                           |
| Pierre-Augustin Hulin tábornok                                                                            | Bernard Lepinaux                                   | ?                           |
| Jean-Louis de Romeuf tábornok, La Fayette vezérkarának tagja, ő hozta vissza Párizsba az elfogott királyt | François Levantal                                  | ?                           |
| Henri-Cardin-Jean-Baptiste d’Aguesseau márki, képviselő, a király szökésének egyik szervezője             | Jean-Gabriel Nordmann                              | ?                           |
| Anne Louis Henri de La Fare, Nancy püspöke, Sens érseke († 1794)                                          | Jacques Plee                                       | ?                           |
| Alexandre de Beauharnais vikomt († 1794)                                                                  | Frédéric Rostand                                   | ?                           |
| Armand Marc de Montmorin Saint-Hérem gróf, a király szökésének egyik szervezője († 1792)                  | Yvan Varco                                         | ?                           |
| François Christophe Kellermann tábornok                                                                   | Bernard Celeyron                                   | ?                           |
| Lazare Carnot, a Konvent hadügyi főbiztosa                                                                | Jean-Marie Lemaire                                 | Csuja Imre                  |
| Jean-Baptiste Gobel, Párizs érseke († 1794)                                                               | François Clavier                                   | ?                           |
| François-Antoine de Boissy d’Anglas girondista képviselő                                                  | Peter Hudson                                       | ?                           |
| Paul Barras hadügyi főmegbízott                                                                           | Geoffroy Thiebaut                                  | ?                           |
| Stanislas-Marie Maillard, a nemzeti gárda kapitánya, az 1792 szeptemberi mészárlások fő szervezője        | Patrick Tessari                                    | ?                           |
| Jean-Baptiste Coffinhal, a forradalmi törvényszék elnöke († 1794)                                         | David Martin                                       | ?                           |
| Jean-Joseph Mounier ügyvéd, alkotmányjogász                                                               | Jacques Penot                                      | Csankó Zoltán               |
| Claude Fournier(-L’Héritier) kalandor, jakobinus képviselő                                                | Georges Trillat                                    | Beregi Péter                |
| Nicolas Chambon, Párizs negyedik polgármestere                                                            | Michel Voletti                                     | Konrád Antal                |
| Narrátor hangja                                                                                           | ?                                                  | Makay Sándor                |

- Az 1994-es szinkron hangok listáján szereplő további színészek: Dimulász Miklós, Földi Tamás.

## Forgatási helyszínek
A párizsi Bastille elfoglalását bemutató jeleneteket a Bouches-du-Rhône megyei Tarasconban, Anjou René nápolyi király egykori vára körül vették fel. A valmy-i csatát a Nièvre megyei Bona község közelében forgatták, mintegy 400 francia katona részvételével, akik a nevers-i 7. tüzérezredből, a dijoni 602. közúti forgalomszervező ezredből és az auxonne-i 511. szállító ezredből jöttek. A forgatásra engedélyezték nekik a hosszú haj és szakáll növesztését. A párizsi Temple börtönében játszódó jeleneteket a vincennes-i erődben, az 1789-es rendi gyűlés jeleneteit Bordeaux-ban vették fel. A Nancy-ban játszódó jelenetet a fontainebleau-i kastélynál vették fel, a villacoublay-i légi támaszpontról (Yvelines megye) jött tisztiiskolásokkal és a Köztársasági Gárda zenekarával.

## Zene
A filmet kezdő és záró Himnusz a Szabadsághoz (Hymne à la Liberté) című dal zenéjét és szövegét Georges Delerue francia zeneszerző írta. Kezdő sora  „Szabadság, Szabadság, szeretünk Téged, kívánunk Téged, légy reményünk és erőnk…” („Toi, Liberté, Liberté que nous aimons (…), que nous voulons, sois notre espoir et notre force…”) A filmben Jessye Norman énekli.

## Érdekességek
- A filmesek szaktanácsadója a francia Jean Tulard volt, történész, egyetemi tanár, az École pratique des hautes études tudományegyetem tanulmányi igazgatója, a francia forradalom és a napóleoni időszak elismert specialistája.
- A filmben Marie Antoinette királynét Jane Seymour angol színésznő alakította. Filmbeli gyermekeit, Mária Terézia hercegnőt és Lajos Károly trónörököst Seymour saját gyermekei, Katherine Flynn és Sean Flynn alakították.
- A második rész végén a Robespierre megbuktatását ábrázoló jelenetsor (thermidor 9-én játszódó) eseményeit a filmben lerövidítették. A filmben Robespierre és párthívei a letartóztatás elől a Konventből a párizsi városházára menekülnek. Valójában rögtön letartóztatták, de rövidesen el is engedték őket, mert egyetlen párizsi börtön sem mert felelősséget vállalni őrizetben tartásukért, így vehették be magukat a városházára.
- A Robespierre szállásadóját, Maurice Duplay-t alakító Jean Bouise színésznek ez volt egyik utolsó szerepe. Rövid idővel a film megjelenése előtt, 1989. július 6-án elhunyt, 60 éves korában.
- A fiatal Samy Naceri névtelen statisztaszerepet kapott.
- Robert Enrico rendező fia, Jérôme Enrico dokumentumfilmet („Werkfilmet”) készített a film forgatásáról és műhelymunkáiról, La Révolution française, journal du film címmel.

## Későbbi változatok
2009. június 11-én a kétrészes film megjelent DVD-n, majd 2010-ben a két film két külön DVD-re került, megújult grafikájú közös dobozban.